# Jānis Ruģēns
Jānis Ruģēns (19. srpnajul./ 31. srpna 1817greg., Wolmar, dnes Valmiera - 2. záříjul./ 14. září 1876greg., tamtéž) byl lotyšský básník, učitel a překladatel, významný představitel tzv. starolotyšů (veclatvieši), kteří iniciovali lotyšské národní obrození.

## Život
Pocházel z rodiny rolníka, ochranovského (herrnhutského) písmáka a kazatele. Studoval na místní farní škole a v roce 1843 absolvoval Livonský učitelský seminář. Od roku 1850 pracoval kvůli svému zdraví (drobný psychický handicap) pouze jako pomocný učitel, později působil u okresního soudu ve Wolmaru jako překladatel a písař. Zemřel roku 1876 a byl pohřben na hřbitově ve Valmieře.

## Dílo
Ve své tvorbě vycházel z díla baltského německého spisovatele Garlieba Helwiga Merkela a z tradic pietismu ochranovského hnutí. Byl sice příslušníkem skupiny starolotyšů, ale již předjímal mladolotyšské názory na to, že budoucnost národa je závislá především na rozvoji vzdělanosti.
Jeho první vydanou prací byla báseň Vecs gads (Starý rok), která vyšla 28. prosince roku 1839 v novinách Tas Latviešu Draugs (Lotyšský přítel). Jeho historicky-publicistická próza Ar acīm redzēts ceļš uz Vidzemes debesīm (1843, Na vlastní oči viděná cesta na vidzemskén nebi), napsaná pod vlivem G. H. Merkela a ochranovských rukopisů, se stala inspirací pro mnoho dalších publicistů (např. pro Ernestsa Dinsbergse). Jako první ve své době projevoval národní sebeuvědomění a používal pojmy jako národ, národní čest nebo blahobyt vlasti.
Psal duchovní i světské básně a písně včetně milostných, které publikoval v novinách a časopisech jako byl Tas Latviešu Draugs (Lotyšský přítel) nebo Mājas Viesis (Domácí host).  Mezi nejznámější, kterými se proslavil, patří Latviešu draugu dziesmas (Píseň lotyšských přátel), Kad atnāks latviešiem tie laiki? (Kdy Lotyšům nastanou ty časy?), Vēl tagad mūsu tautā(Stále ještě v naší vlasti) nebo Tāpēc esi latvietis dzimis (Proto ses narodil Lotyšem), které propagovaly a podporovaly lotyšské národní myšlenky. Překládal a upravoval německé autory (Goethe, Schiller, Uhland, Kleist).
Roku 1842 vydal časopisecky historickou baladu Dziesma par J. Husu (Píseň o J. Husovi) o odjezdu Jana Husa do Kostnice a roku 1859 napsal dramatickou poemu Ījaba stāsti, dziesmu vīzē sarakstīti (Jóbovi příběhy veršem sepsané), která byla pro nezávislé a sociálněkritické zpracování starozákonní látky, pro zobrazení  nespravedlnosti světového řádu  a pro ideje národní a sociální spravedlnosti zakázána.
Vedle duchovní poezie a básní pro děti, vydané v několika sbírkách, publikoval v letech 1862-1863 dvoudílnou sbírku básní Dažādu dziesmiņu krājums (Sbírka různých básní), třetí díl s jeho překlady a vlastními bajkami zůstal v rukopise. Oblíbené se staly zvláště jeho satiry a kuplety.
Byl typickým umělcem obrozenecké doby.  Jeho výběr překládaných a upravovaných německých autorů, obliba žánru historické balady a nakonec i jeho pojetí národní minulosti a budoucnosti svědčí o inspiracích romantismem. Jeho bajky a pravidelná básnická forma jsou pak ozvěnou klasicismu a osvícenství.  Výbor z jeho tvorby vyšel roku 1939 pod názvem Kad atnāks latviešiem tie laiki? (Kdy Lotyšům nastanou ty časy?).